# Boeing YAL-1
Boeing YAL-1 Airborne Laser är ett vapensystem som innehåller en kemisk laser i megawatt-styrka som är placerad i en modifierad Boeing 747-400F. Det är framför allt avsett att bekämpa taktiska ballistiska robotar, som Scud, strax efter avfyrningen. Målets läge och brytningen i atmosfären mäts med flera svagare lasrar. Dessa lågeffektslasrar har testats i luften, då de riktades mot ett flygande mål. USA:s försvarsdepartement gav flygplanet namnet YAL-1A år 2004. The Airborne Laser Laboratory, en svagare prototyp monterad i en Boeing NKC-135A, sköt ner flera robotar på 1980-talet.

## Verkanssätt

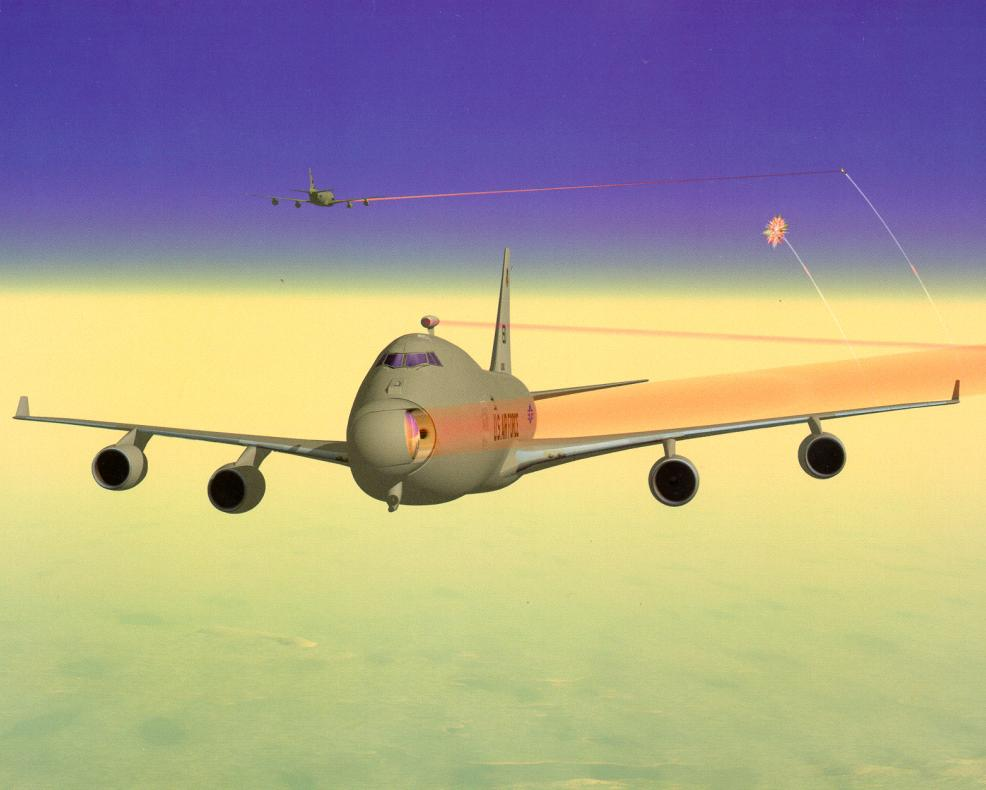
Två YAL-1 skjuter ner robotar

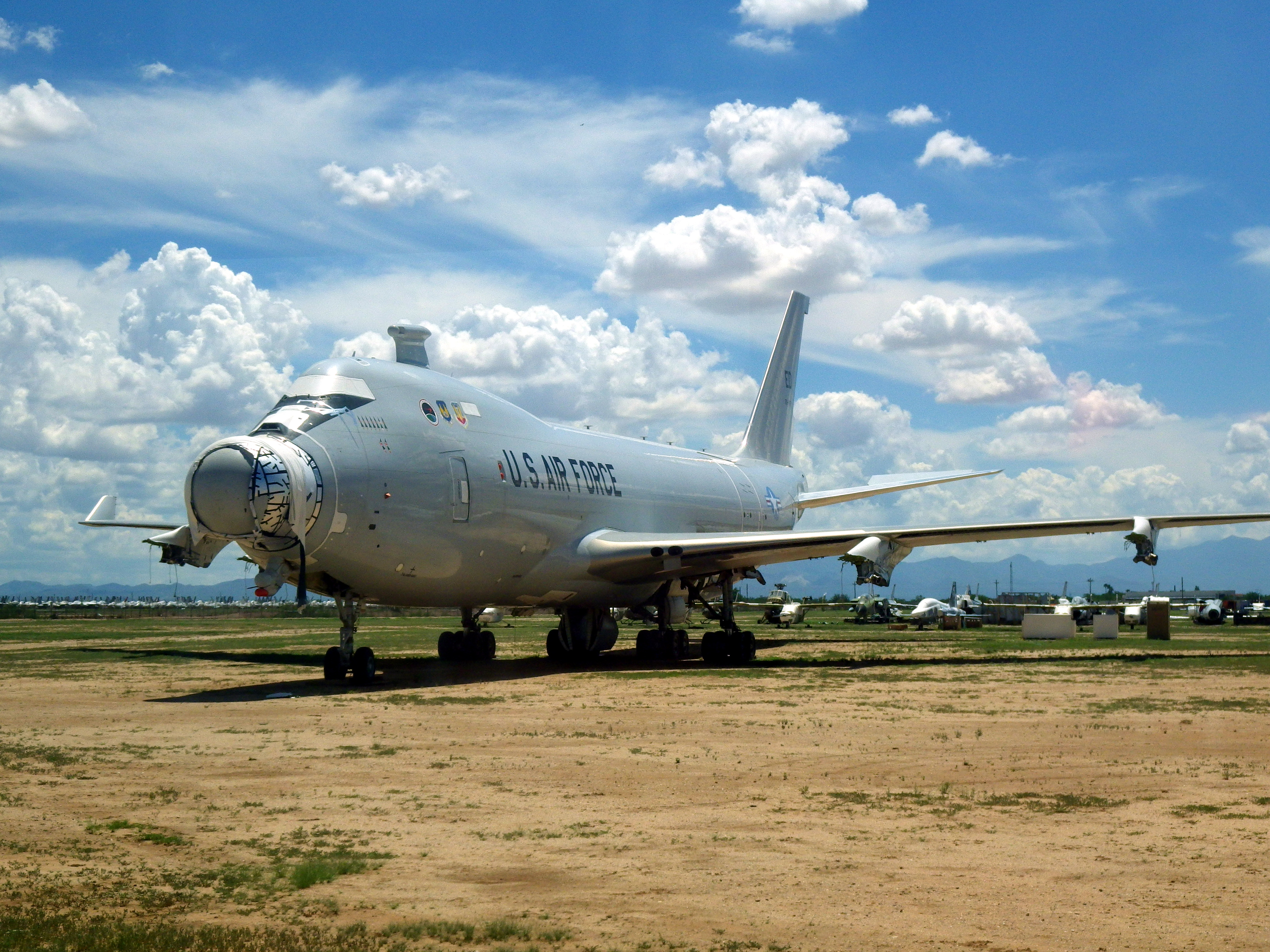
YAL-1 plockas isär. Flygplanet var officiellt isärtaget den 25 september, 2014.

Lasern bränner inte hål i eller spränger målet. Den hettar upp robothöljet och gör det mjukare, vilket orsakar kollaps från påfrestningarna som orsakas av den höga hastigheten. Om försöken blir framgångsrika kan sju 747:or med laservapen byggas och fördelas på två olika krigsskådeplatser. Flygplanet var från början planerat att vara operativt år 2008, men utvecklingen har varit långsammare och dyrare än väntat. Enligt den nuvarande planen ska en prototyp försöka skjuta ner en målrobot under 2009. Data från försöket kommer att påverka det slutliga utförandet, och vapensystemet beräknas kunna komma i drift först om flera år.